# Square Hansi
Le square Hansi est un parc public de Colmar en Alsace, nommé d'après l'illustrateur Hansi, de son vrai nom Jean-Jacques Waltz.

## Localisation
Il est situé dans le quartier centre.
On y accède par le boulevard du Champ-de-Mars et la place Rapp.

## Historique
La stèle en mémoire du dessinateur est installée en 2001.